# Jeroni Fuster
Jeroni Fuster   (València, c. 1465 - València, c. 25 de setembre de 1530) o Jerònim Fuster va ser un eclesiàstic, mestre en teologia i escriptor valencià actiu als segles xv i xvi, autor d'algunes obres en vers i en prosa.

## Biografia i obra
Era fill de Martí Fuster, notari de València, i de la seua esposa Francina. Segons Ferrando (1993, p. 82) degué nàixer cap al 1465. El 1486, quan era només diaca, participà en el certamen immaculista de 1486, organitzat per Ferran Dies, amb la seua primera obra coneguda (Dins en l'archiu de les divines sales…). Aquesta composició va resultar guanyadora de la joia del radix Jesse i va ser publicada, junt amb les altres obres competidores, en l'Obra de la sacratíssima Concepció de la intemerada Mare de Déu (València, 1487).
Posteriorment, es veié implicat en la rivalitat entre Pere d'Anyó i Lluís Roís, convers, guanyador del marsapà en el certamen literari en honor de sant Cristòfol de 1488. Anyó apel·là al tribunal, afirmant que Roís no s'havia ajustat a les bases de la competició. El tribunal va desoir les al·legacions d'Anyó i hi imposà «callament perdurable». Això no obstant, el 14 de febrer de 1490, sent ja beneficiat de la Seu de València, Jeroni Fuster compareixia davant el Tribunal del Sant Ofici denunciant la natura «herètica talmòtica» de l'obra de Lluís Roís.

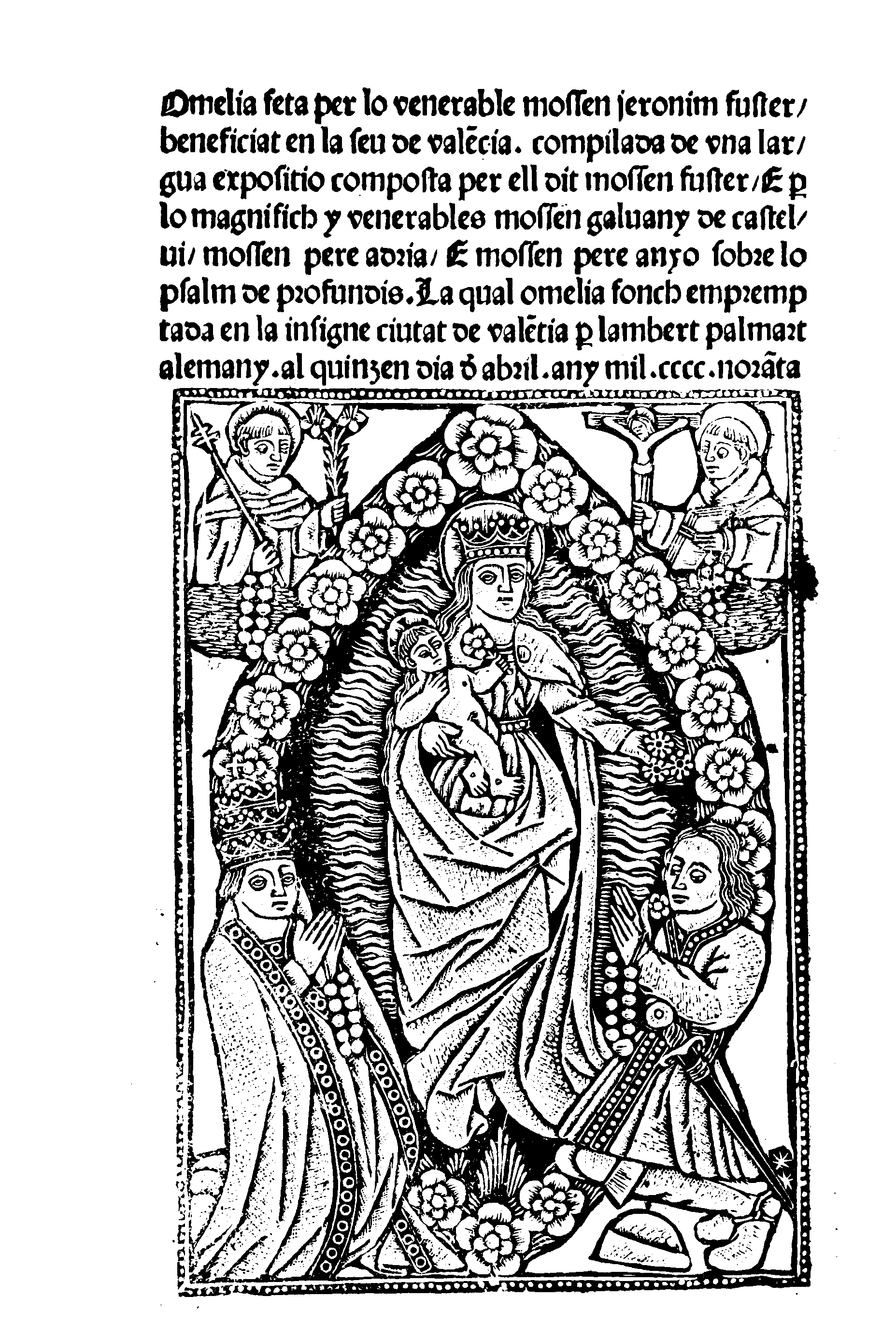
Colofó i gravat de lOmelia sobre lo psalm «De profundis» (València, 1490)

El 15 d'abril de 1490 s'acabà d'imprimir a València, per Lambert Palmart, la seua Omelia sobre lo psalm «De profundis», relativament breu, caracteritzada per una prosa recaragolada i artitzada, tot i que també consta de parts en vers. Segons el seu text, l'Omelia estava basada en una «larga expositió composta per ell dit mossén Fuster e per los magnífichs e venerables mossén Galvany de Castelví, mossén Pere Adrià, prevere, e mossén Pere d'Anyó, sobre lo psalm De profundis». Aquesta «exposició», però, no es conserva. Aquesta obra, com l'Omelia sobre lo psalm «Miserere mei, Deus» de Narcís Vinyoles, s'inscriu en la tradició de reproduir, glossar i comentar els set salms penitencials, com explica Ferrando (1993) en analitzar-la. Hom ha fet notar el ressò de La Divina Comèdia de Dant en l'Omelia, i especialment en versos com:
| « | En lo més baix d'aquesta vall escura, on nostres mals te causen oblidar-nos, amb plors molt trist, plorant la creatura, que sols morist per a voler salvar-nos… | » |

Jeroni Fuster mantingué també relacions epistolars amb Pere Miquel Carbonell i el 1515 fou elegit pel bisbe de Tortosa, Lluís Mercader, com a membre de la comissió teològica que havia d'examinar l'obra Confusión o confutación de la secta mahometana y del Alcorán dels conversos Lluís Pou i Joan Andrés. El 1511 va ser l'autor del libell que marcava les bases per al certamen en llaor de santa Caterina de Siena, i en aquest punt cessa la seua activitat literària. Ultra el de la Seu de València, fou patró de molts altres benifets eclesiàstics, i fou rector d'Alboraia i de Cervera. Deixà testament el 29 d'abril de 1525, publicat el 25 de setembre de 1530, per la qual cosa hom suposa que degué morir al voltant d'aquesta darrera data.